# Mizutania riccardioides
Mizutania riccardioides är en bladmossart som beskrevs av Furuki et Z.Iwats.. Mizutania riccardioides ingår i släktet Mizutania och familjen Mizutaniaceae. Inga underarter finns listade i Catalogue of Life.